# Czajki (Ochotnica Górna)
Czajki – część wsi Ochotnica Górna w Polsce położona w województwie małopolskim, w powiecie nowotarskim, w gminie Ochotnica Dolna. 
W latach 1975–1998 Czajki administracyjnie należały do województwa nowosądeckiego.